# Annona gardneri
Annona gardneri R.E.Fr. – gatunek rośliny z rodziny flaszowcowatych (Annonaceae Juss.). Występuje endemicznie w Brazylii – w stanach Tocantins, Bahia oraz Goiás. 

## Morfologia
PokrójZimozielony krzew dorastający do 1,5 m wysokości.
LiścieMają kształt od owalnego do eliptycznego. Mierzą 3–6 cm długości oraz 2–4 cm szerokości. Są skórzaste. Liść na brzegu jest całobrzegi. Wierzchołek jest tępy. Są siedzące.
KwiatySą pojedyncze. Rozwijają się na szczyrach pędów. Mają 6 płatków o białej barwie.
OwoceMają jajowaty kształt.

## Biologia i ekologia
Rośnie w cerrado.